# سلنیوم تتراکلرید
سلنیوم تتراکلرید (به انگلیسی: Selenium tetrachloride) با فرمول شیمیایی SeCl۴ یک ترکیب شیمیایی است. که جرم مولی آن ۲۲۰٫۷۷۱ g/mol می‌باشد. شکل ظاهری این ترکیب، مایع روغنی قرمز و قهوه‌ای است.